# Alianza para Bosques
Alianza para Bosques o Rainforest Alliance, es una entidad sin ánimo de lucro que opera a nivel internacional con el propósito de trabajar en la intersección entre el comercio, la agricultura y los bosques para fomentar un mundo en el que tanto las personas como la naturaleza puedan prosperar armoniosamente en un mismo lugar. Esta organización se encarga de establecer relaciones de cooperación con el fin de preservar los bosques y la biodiversidad, así como también de tomar medidas para combatir el cambio climático y proteger los derechos humanos de las poblaciones rurales. De este modo, se busca mejorar sus medios de vida económicos y sociales.

## Misión
Rainforest Alliance está trabajando para crear un mundo en el que la prosperidad de las personas y la naturaleza estén en armonía. Para lograr este objetivo, utilizan soluciones basadas en el mercado y en la acción social para proteger la naturaleza y mejorar las condiciones de vida de los agricultores y las comunidades forestales.

## Enfoque
Su enfoque es adaptable y colaborativo, en lugar de simplemente cumplir o incumplir con los criterios, se podría considerar otra opción. De este modo, se orienta a los miembros en un proceso de progreso para que puedan aportar a un universo en el que tanto las personas como la naturaleza se desarrollen de forma simultánea y en equilibrio. Están replanteando el papel que desempeña la certificación en la creación de un futuro más amigable con el medio ambiente. Además, pretenden avanzar más allá de cumplir con las expectativas básicas y en su lugar, enfocarse en una mejora constante, fomentar vínculos beneficiosos y emplear información para estimular el avance.

## Certificación
La obtención o renovación de la certificación se realiza después de que auditores independientes evalúen a los agricultores en los tres pilares fundamentales de la sostenibilidad: social, económico y ambiental. Los agricultores son capacitados y se enfatiza la mejora continua, mientras que la certificación tiene como objetivo brindar beneficios a los agricultores.

## Marcas y etiquetas
El sello de certificación Rainforest Alliance está disponible para fincas y compañías que satisfacen los criterios estrictos del Estándar de Agricultura Sostenible del programa de certificación Rainforest Alliance. Es común encontrar este sello en una extensa cantidad de productos de consumo alrededor del mundo.
En lugar de simplemente ser un sello, la nueva versión de la certificación tiene una visión más amplia de la sostenibilidad y, por lo tanto, se concibe como una herramienta que puede ayudar a impulsar la sostenibilidad y la rentabilidad en los negocios que dependen de la producción agrícola. La certificación Rainforest Alliance 2020 busca crear un mayor impacto y construir los cimientos para un mundo más sostenible y equitativo.
El reconocimiento ha sido otorgado a la producción de café, cacao, palma, cítricos y flores cortadas. La siembra de la Nueva Revolución Verde representa un gran desafío, pero gracias a la participación de los agricultores, científicos y activistas que conforman la Red de Agricultura Sostenible, un consorcio compuesto por nueve organizaciones líderes en la conservación de Latinoamérica, se están sembrando las semillas del cambio.